# Хвощи (Нижегородская область)

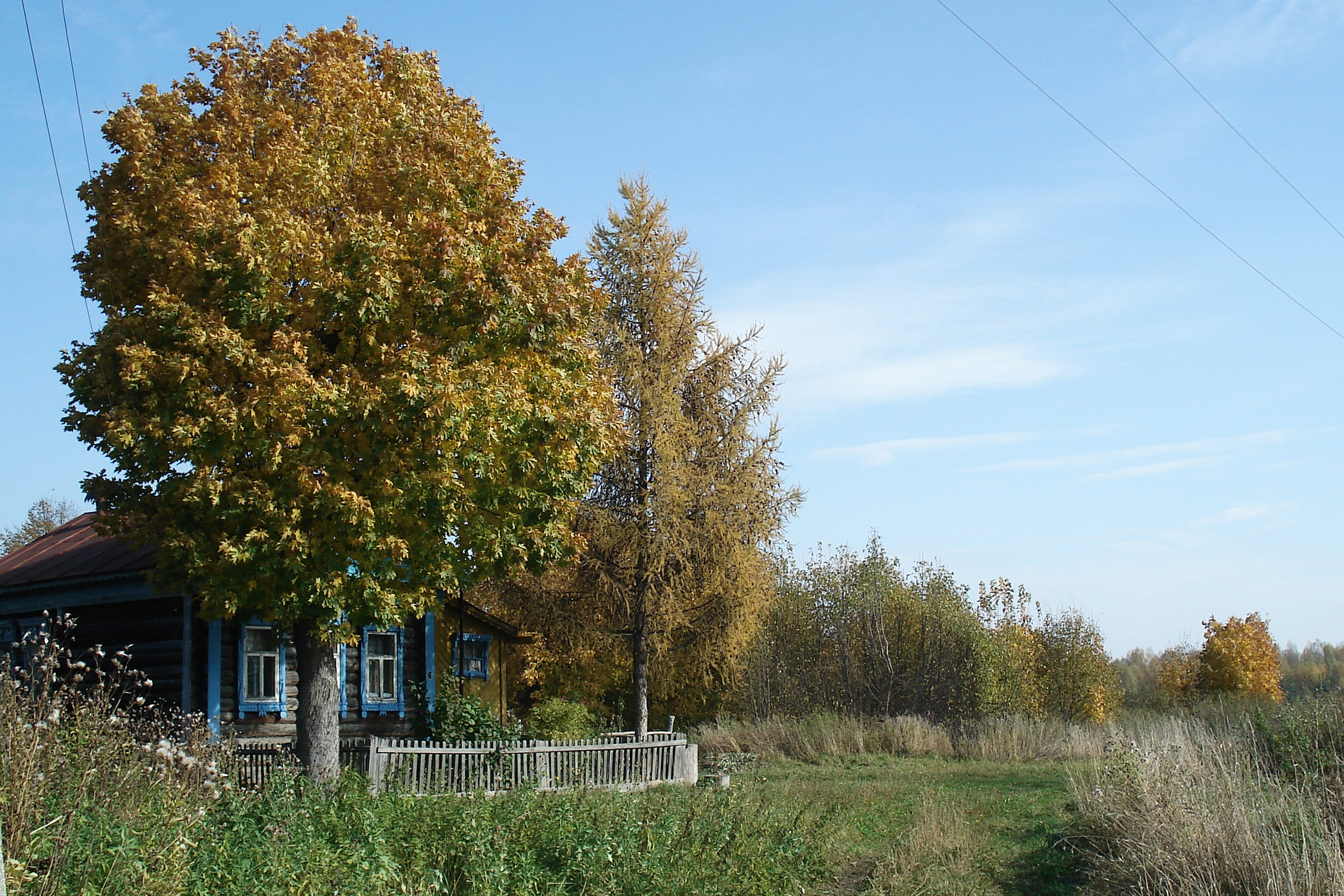
Хвощи. Золотая осень.

Хвощи́ — деревня в Вачском районе Нижегородской области. Входит в состав Чулковского сельсовета.
В прошлом — деревня Красненского прихода Загаринской волости Муромского уезда Владимирской губернии.

## Из истории
- В окладных книгах Рязанской епархии за 1676 год в составе прихода села Красно упоминается деревня Хвощи, в которой было 6 дворов.
- В 1840-х годах Хвощи входили в состав владений князя Сергея Григорьевич Голицына[2].
- В «Историко-статистическом описании церквей и приходов Владимирской Епархии» за 1897 год сказано, что в Хвощах 22 двора.

## Население
| 1859 | 1905 | 1926 | 1999 | 2002 | 2010 |
| ---- | ---- | ---- | ---- | ---- | ---- |
| 185  | ↘153 | ↗216 | ↘7   | ↗8   | ↘1   |

## Инфраструктура

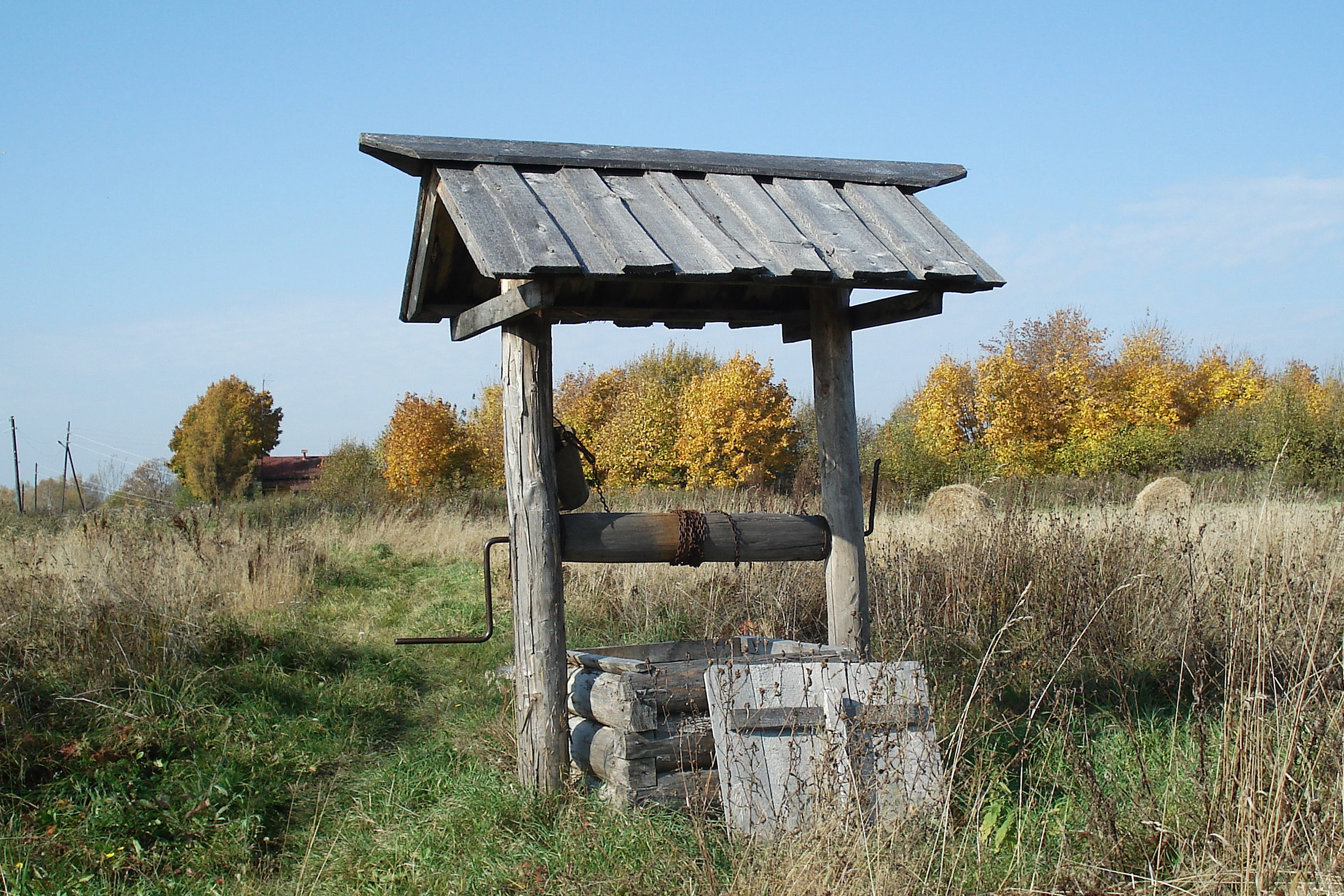
Хвощи. Центр деревни — колодец.

В настоящее время в Хвощах нет никаких предприятий, учреждений, торговых точек.
Хвощи не телефонизированы, но в них установлен «красный» таксофон с номером (83173)62—941.
В Хвощах 10 домов, не все из них жилые. По оценке газеты «Нижегородские новости» население Хвощей «очень малочисленно».
Доехать до Хвощей на автомобиле можно по автодороге Р125 Муром — Нижний Новгород, повернув у Федурино (рядом с поворотом на Вачу) на асфальтированную дорогу в сторону Чулково, съехав с неё через 8 км налево и проехав ещё 150 м до Хвощей по полевой дороге. Также можно воспользоваться автобусом № 100, курсирующим по маршруту Павлово — Вача — Чулково.